# Roc dels Llamps
El Roc dels Llamps és una muntanya de 1.835 metres que es troba al municipi de Saldes, a la comarca catalana del Berguedà.